# كيمير
كيمير هي بلدة سياحية تقع في محافظة أنطاليا على ساحل البحر المتوسط،تبعد حوالي 40 كم غرب مدينة أنطاليا.